# Dollar-Trilogie
Die Dollar-Trilogie bezeichnet drei von Sergio Leone gedrehte Italowestern mit Clint Eastwood in der Hauptrolle.

## Hintergrund
Die drei Filme wurden von Leone ursprünglich nicht als Trilogie geplant, was sich vor allem darin zeigt, dass die Hauptfigur (der sogenannte „Mann ohne Namen“) in jedem Film mit einem anderen Namen angesprochen wird. Die drei Werke gelten mittlerweile als typische Vertreter des Italowestern.
Der Hauptunterschied zu den klassischen amerikanischen Westernfilmen besteht unter anderem darin, dass der deutliche Kontrast zwischen Gut und Böse verschwimmt (siehe Anti-Western).
Zur besonderen Atmosphäre trägt außerdem die Filmmusik des italienischen Komponisten Ennio Morricone bei.
Zur Dollar-Trilogie gehören:
- Für eine Handvoll Dollar (Originaltitel: Per un pugno di dollari, 1964; englischer Titel: A Fistful of Dollars)
- Für ein paar Dollar mehr (Originaltitel: Per qualche dollaro in più, 1965; englischer Titel: For a Few Dollars More)
- Zwei glorreiche Halunken (Originaltitel: Il buono, il brutto, il cattivo, 1966; englischer Titel: The Good, the Bad and the Ugly) – Prequel zu den beiden ersten Filmen

## Rezeption
Bei Rotten Tomatoes werden die Einzelfilme der Trilogie zu den beliebtesten klassischen Westernfilmen gezählt.
Auf Jamaika brachte der Early Reggae eine ganze Reihe an Musiktiteln hervor, in denen die Dollar-Trilogie thematisiert oder Filmzitate verwendet wurden. Der jamaikanische Deejay King Stitt begann seine Plattenkarriere 1969 mit dem Song Lee Van Cleef (aka The Ugly One), benannt nach dem Schauspieler Lee Van Cleef, der in zweien der drei Filme Clint Eastwoods Gegenspieler verkörperte.
Der Musiker und Produzent Lee Perry veröffentlichte mit den Upsetters im Jahr darauf das Instrumentalalbum Clint Eastwood, auf dem Songtitel wie Return of the Ugly und For a Few Dollars More zu finden sind. Im selben Jahr erschienen von den Upsetters noch die Alben Eastwood Rides Again und The Good, the Bad and the Upsetters.
Ebenfalls 1970 zitierten Derrick Harriott & The Crystalites in den Instrumentaltracks The Undertaker und The Overtaker jeweils einen Filmdialog aus dem ersten Teil.
Lloyd Charmers übernahm in Dollars and Bonds Ennio Morricones bekanntes Filmthema aus The Good, the Bad and the Ugly, verknüpfte es aber mit der Figur des britischen Geheimagenten James Bond.